# 安原橋
安原橋（やすはらはし）は、福島県郡山市の阿武隈川に架かる郡山市道1-56号赤沼方八町線（美術館通り）の道路橋である。

## 概要
- 全長：188.0 m
  - 主径間：46.9 m
- 幅員：
- 型式：4径間鋼連続鈑桁橋
- 竣工：1984年（昭和59年）
- 施工：宮地エンジニアリング[1]

郡山市中心市街地東側を流れる一級河川阿武隈川に架かる。東詰は郡山市安原町字南川原、西詰は郡山市下舘野に位置する。橋は片側2車線で供用されている。東詰ではボックスカルバートにて福島県道73号二本松金屋線と立体交差しており、東側の交差点で取付道路と交差する。また、福島交通安原橋バス停が設置されている。

## 沿革
- 1958年（昭和33年）11月 - それまでの潜水橋に変わり、先代にあたる橋梁が建設される。
  - 全長：178.0 m
    - 主径間：30.7 m

  - 幅員：3.5 m
  - 型式：6径間PC単純桁橋
  - 施工：興和コンクリート[2]
- 1984年 - 旧橋梁の上流側に現在の橋梁が建設される。